# Dominanz (Genetik)

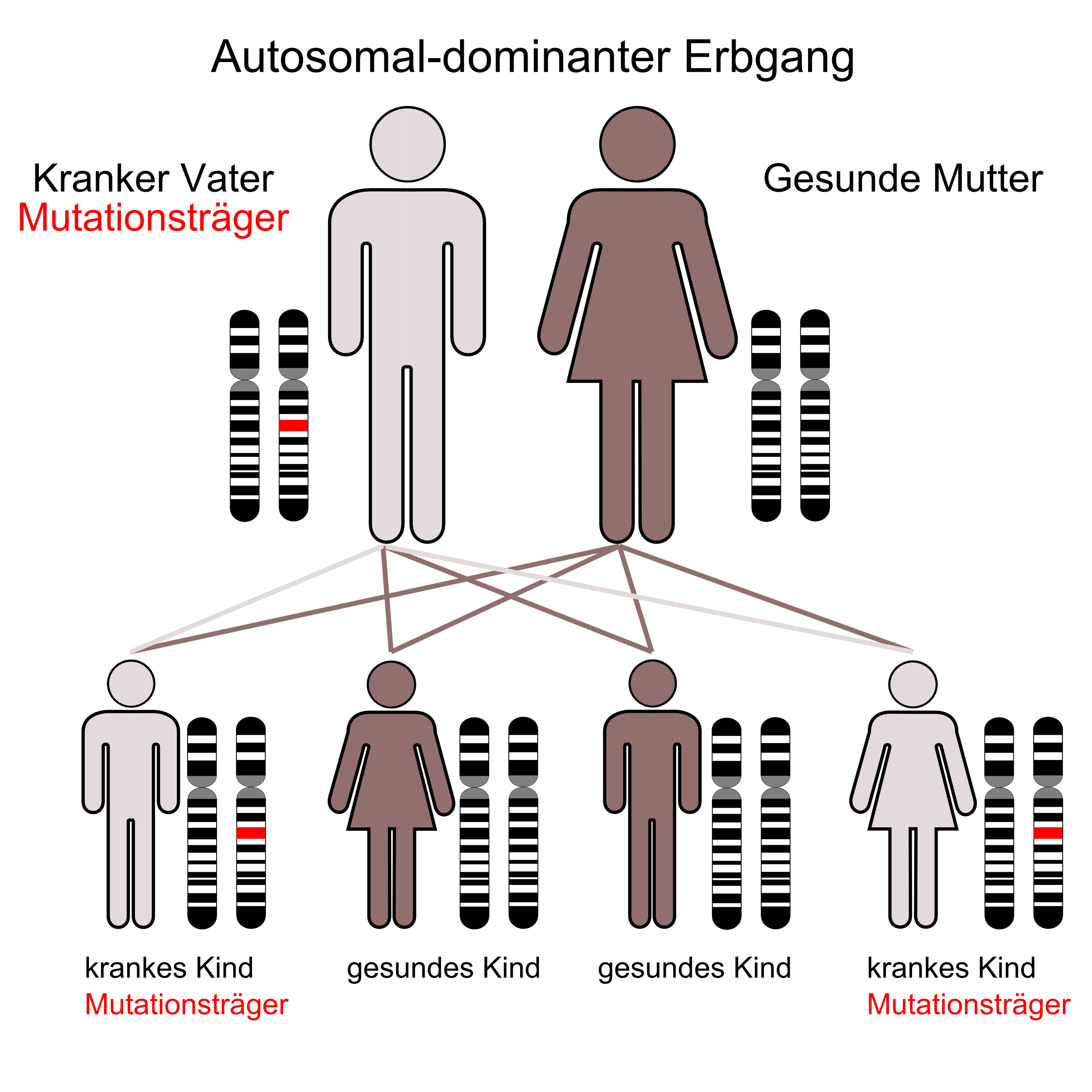
Autosomal dominanter Erbgang

In der Genetik wird zwischen dominanten (lateinisch dominus ‚Herr‘; ‚beherrschend, überdeckend‘) und rezessiven Allelen und Erbgängen unterschieden. Bei bezüglich eines Merkmals heterozygoten Individuen wird allein das Merkmal des dominanten Allels ausgeprägt (dominante Vererbung), das Merkmal des rezessiven Allels findet sich dagegen nicht im Phänotyp.

## Beispiele
- Hat ein Mensch von einem Elternteil das Allel für die Blutgruppe B  und von dem anderen Elternteil das Allel für die Blutgruppe 0, dann hat er die Blutgruppe B, weil das Allel für B gegenüber dem Allel für 0 dominant ist.
- Klassisches Beispiel und prägend für den Begriff waren die Versuche von Mendel zur Vererbung von Merkmalen bei der Erbse. Eines seiner Beispiele war die Blütenfarbe: Bei der Erbsenpflanze gibt es rote und weiße Blüten. Kreuzt man Erbsen mit roten mit solchen mit weißen Blüten, besitzen alle Nachkommen (in der ersten Generation der Nachkommen) rote Blüten. Heute ist bekannt[1], dass den weißblütigen Erbsen ein bestimmtes Enzym zur Bildung des Farbstoffs Anthocyan fehlt, weil es durch eine Mutation auf einem regulativen Gen (einem Transkriptionsfaktor) nicht mehr synthetisiert wird. Durch den Ausfall des roten Blütenfarbstoffs werden die Blüten weiß. Pflanzen, die zumindest ein funktionsfähiges Allel besitzen, können den Farbstoff normal ausbilden, ihre Blüten sind rot gefärbt. Dies ist unabhängig davon, ob das zweite, vom anderen Elternteil ererbte Allel die Produktion des Farbstoffs ermöglicht oder ebenfalls mutiert ist. Wird das Allel, das zur Farbstoffproduktion führt, mit A und seine mutierte Variante, die durch fehlenden Farbstoff nur weiße Blüten hervorbringt, mit a symbolisiert, führen die Allelkombinationen AA und Aa beide zu im Phänotyp nicht unterscheidbaren roten Blüten.

## Anwendungsbereich
Wirken sich beide Allele auf den Phänotyp aus, sind gemischterbige (heterozygote) Individuen in ihrer Merkmalsausprägung von reinerbigen (homozygoten) Individuen verschieden, oft liegen die Individuen in ihrer Merkmalsausprägung zwischen derjenigen der reinerbigen Vertreter. Dabei sind verschiedene Fälle unterscheidbar: Bei Kodominanz werden beide Merkmale nebeneinander ausgeprägt (Beispiel: bei weiß und rot blühenden Pflanzen besitzen die Nachkommen rot-weiß gefleckte Blüten). Bei unvollständiger Dominanz entsteht ein Phänotyp, der in der Merkmalsausprägung als eine Mischung erscheint (Beispiel: bei weiß und rot blühenden Pflanzen besitzen die Nachkommen rosa Blüten).
Dominant und rezessiv sind keine absoluten Eigenschaften der beteiligten Allele oder Erbgänge, sondern gelten nur für die jeweils untersuchte Kombination von Faktoren. So kann eine bestimmte Mutante einer zweiten gegenüber dominant, aber rezessiv gegenüber einer weiteren, unabhängigen sein. In sehr vielen Fällen wird ein bestimmtes Merkmal auch von mehr als zwei Allelen determiniert. Beim AB0-Blutgruppensystem ist zum Beispiel das Allel A (genau wie B) gegenüber 0 dominant (die Kombination der Allele A0 ergibt Blutgruppe A, die Kombination B0 Blutgruppe B), aber Allel A und B kodominant (es resultiert dann Blutgruppe AB).